# Ausgangsgestein (Boden)
Das Ausgangsgestein der Bodenbildung ist Material geologischer Herkunft, aus dem sich ein Boden entwickelt. Dies können sowohl Festgesteine (Granit, Sandstein oder Tonstein) als auch quartäre Ablagerungen (Kies, Sand oder Torf) sein.
Das Ausgangsgestein wird im Bodenprofil als C-Horizont bezeichnet, welcher bei fortgeschrittener Bodenbildung unter dem A-Horizont und – falls vorhanden – unter dem B-Horizont liegt.
Oft ist das Ausgangsgestein der Bodenbildung vielschichtig, wie zum Beispiel in weiten Gebieten Mitteleuropas, wo während der letzten Kaltzeit der Auftauboden die weitflächige Verbreitung von Schuttdecken verursacht hat. 